# Gregorij iz Elvire
Gregorij iz Elvire (latinsko Gregorius Illiberitanus), španski škof in cerkveni oče, * 4. stoletje, † po 392.

## Življenje
Gregorij je dolga stoletja ostal v senci. Bil je že skoraj pozabljen cerkveni oče španske Cerkve, dokler ga niso leta 1906 ponovno odkrili. Njegova dela in predvsem biblični komentarji ne odsevajo samo doktrinalnih in teoloških pogledov, ampak tudi predstavljajo čas, moč, družbo, kulturo in nasprotja  med Cerkvijo in med krivoverstvi, Judi in pogani. 
Biblična etimologija je v Gregorjevih delih način izražanja in pričuje o mentaliteti tistega časa, kajti prav biblični komentarji so bili največji vir kulturne ustvarjalnosti v krščanskem rimskem cesarstvu. 
Nastopal je proti krivoverstvom takratnega časa. Že v začetku so ga priznavali kot branitelja nicejske pravovernosti: zavrnil je celo odločitev Aleksandrije (362), ki je ukazala povrnitev vseh, ki so se odpovedali arianizmu.

## Dela
Novejše raziskave so pokazale, da je bil Gregorij pravoveren krščanski pisatelj, in prav te raziskave so mu priznale dela, ki so bila do tedaj poznana pod drugimi imeni. Tak primer je delo O pravi veri (De fide orthodoxa) (363), prej objavljeno pod Ambrozijevim imenom. Isto velja za prvih 7 knjig O Trojici, ki so bile pripisane Vigiliju iz Thapse. Sledijo druga dela, med katerimi je zagotovo najbolj pomembnih 5 pridig o Visoki pesmi (to je največji latinski komentar te knjige).
Raziskave  so pokazale tudi povezavo med Gregorijem in Viktorinom Ptujskim in zdi se, da je bil prav Viktorin njegov privilegiran latinski ekseget. Uporabljal je vsaj njegov komentar Geneze za Razprave 3,5 in 6. Pri eksegezi Geneze se je naslanjal tudi na Origena.
Dela, ki mu jih tudi pripisujejo, so še:
- O pravi veri (De fide orthodoxa) – proti arijancem (PL 17, 549-568; 20,?31?-???)
- Pet pridig o Visoki pesmi
- 20 razprav o knjigah Svetega pisma (Tractatus de libris SS Scripturarum) – razprave, ohranjene  pod Origenovim imenom
- O Noetovi barki (De arca Noe) – o Cerkvi